# Geoffrey Basil Spicer Simson

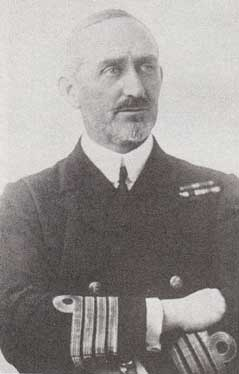
Geoffrey Basil Spicer Simson

Geoffrey Basil Spicer Simson DSO (* 15. Januar 1876 in Hobart in Tasmanien; † 29. Januar 1947 in Courtenay (British Columbia), Kanada) war ein Offizier der Royal Navy.

## Vor der Tanganjika-Mission
Geoffrey Basil Spicer Simson war eines von mehreren Kindern des Ehepaares Frederick Simson und Dora, geb. Spicer. Frederick Simson hatte in der Marine gedient, dann in Indien als Händler gelebt und seine Frau in Le Havre kennengelernt. 1874 waren die Spicer Simsons nach Tasmanien gezogen, um eine Schafzucht zu betreiben. Fünf Jahre später kehrten sie nach Frankreich zurück. Die Kinder besuchten Schulen in England. Der älteste Sohn, Theodore, wurde Künstler, der jüngste, Noel, schlug die Militärlaufbahn ein.
Geoffrey Basil Spicer Simson begann seine Marinekarriere im Alter von vierzehn Jahren: 1890 trat er seinen Dienst auf dem Schulschiff HMS Britannia an. Er diente später auf Schiffen auf dem Mittelmeer und dem Pazifik. 1901 war er Mitglied der North Borneo Boundary Commission, zwischen 1905 und 1908 war er an der ersten hydrographischen Untersuchung des Jangtse beteiligt und von 1911 bis 1914 mit der Erforschung des Gambiaflusses beschäftigt. Doch durch seine prahlerische Art und die Angewohnheit, seinen mit Schlangen und Schmetterlingen tätowierten Körper zur Schau zu stellen, machte er sich wenig Freunde. Auch unterliefen ihm bisweilen schwerwiegende Fehler. 1905 hätte er beinahe ein U-Boot versenkt, ein andermal setzte er sein Schiff auf Grund. Bei einer von Spicer Simson verschuldeten Schiffskollision starb ein Mensch. So ging es mit seiner Karriere nur zögerlich vorwärts. Am 19. Februar 1896 wurde er in seinem Rang als Sub-Lieutenant der königlichen Flotte bestätigt.
1912 heiratete er Amy Elizabeth Baynes-Reed, die aus British Columbia stammte und ihn nach Gambia begleitete. 1914, beim Ausbruch des Ersten Weltkrieges, war er in Ramsgate stationiert. Die HMS Niger, ein Schiff, für das er als Flottillenkommandant mit zuständig war, wurde vor seinen Augen von einem deutschen Unterseeboot versenkt. Spicer Simson hielt sich zum Zeitpunkt der Torpedierung in Damengesellschaft in einem Hotel auf. Nach dem Untergang der Niger wurde er mit Büroarbeit beschäftigt.

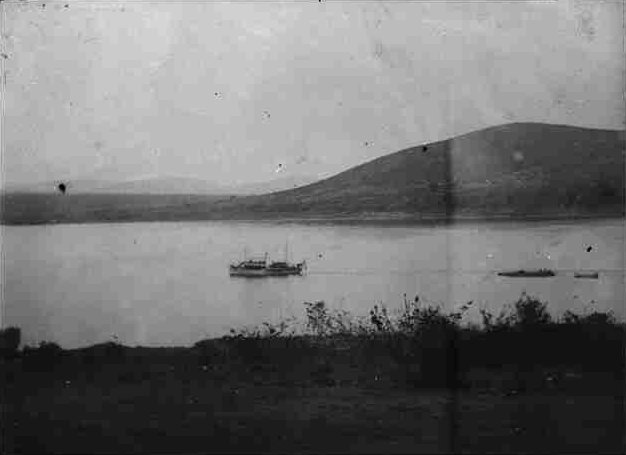
Die Kingani auf dem Tanganjikasee

Doch 1915 wendete sich das Blatt. Mit Wirkung vom 26. Dezember 1915 wurde er vom Lieutenant-Commander zum Commander befördert. Dies hatte vermutlich seinen Grund im Gefecht von Lukuga, in dem der deutsche Zollkreuzer Kingani erbeutet wurde. Die Voraussetzungen dazu hatte Spicer Simson geschaffen: Er war mit 38 Jahren der dienstälteste Leutnant der Royal Navy, als er einen ungewöhnlichen Auftrag erhielt. Die deutschen Schiffe auf dem Tanganjikasee sollten bekämpft werden. Am 21. April 1915 hatte sich ein Mann namens John Lee beim Oberkommandanten der Flotte, Sir Henry Jackson, gemeldet und vorgeschlagen, den Tanganjikasee unter britische Herrschaft zu bringen. Deutsch-Ostafrika wurde zu diesem Zeitpunkt von deutschen Schutztruppen und Askaris unter Paul von Lettow-Vorbeck gegen Großbritannien und Belgien verteidigt. Ende 1914 hatten sie einen Vorstoß der Briten bei Tanga zurückgeschlagen.
Die Flotte der Deutschen auf dem Tanganjikasee bestand zu diesem Zeitpunkt aus dem Zollkreuzer Kingani und dem ehemaligen Postdampfer Hedwig von Wissmann. Daneben gab es noch einige kleinere Boote, etwa die Peter, die früher der Gesellschaft zur Schlafkrankheitsbekämpfung gehört hatte. Lees Plan sah vor, diese deutschen Schiffe außer Gefecht zu setzen und so den britischen und belgischen Truppen die Gelegenheit zu geben, die Deutschen zurückzudrängen. Dazu aber mussten britische Boote zum Tanganjikasee geschafft werden. Diesen Auftrag erhielt Geoffrey Basil Spicer Simson.

## Spicer Simsons Afrikaeinsatz im Ersten Weltkrieg

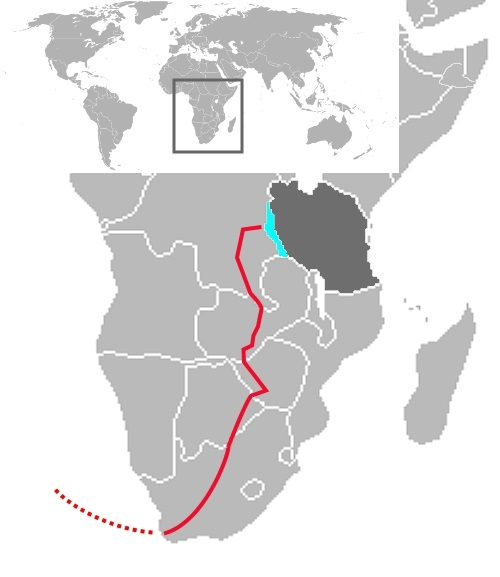
Ungefähre Route des Transports von Mimi und Toutou zum Tanganjikasee (Juli–Oktober 1915).

Aus dem deutschen Kaiserreich war der Dampfer Hedwig von Wissmann in zerlegtem Zustand nach Afrika transportiert und an seinem vorgesehenen Einsatzort montiert worden. Spicer Simson, der bislang in Afrika hauptsächlich auf dem Gambiafluss unterwegs gewesen war, sollte diese ungewöhnliche Methode, Schiffe zu transportieren, im Rahmen der Tanganyika Naval Expedition nachahmen und zwei Schnellboote auf dem Landweg über die Mitumba-Kette zum Tanganjikasee bringen. Die beiden etwa 12 oder 13 Meter langen Boote wurden im Vereinigten Königreich ausgerüstet, dann auf der Llanstephan Castle nach Kapstadt verschifft und mit der Bahn und Booten weiter nach Elisabethville transportiert. Von dort aus sollte Spicer Simson sie auf dem Landweg in das etwa 160 Meilen entfernte Albertville bringen. Ihm standen dafür Träger, Zugochsen und zwei dampfgetriebene Zugmaschinen zur Verfügung. Über die widrigen Bedingungen des Unternehmens berichtete er 1917 in der London Gazette und bezeichnete es dabei als puren Wahnsinn, die Boote auf diese Weise transportieren zu lassen. Dennoch war das Unternehmen erfolgreich: Ende Juni 1915 kamen die beiden Boote in Kapstadt an. Es folgten 3700 Kilometer Eisenbahnfahrt bis Elisabethville, dann etwa 240 Kilometer auf einem von John Lee vorbereiteten Weg über Land bei Höhenunterschieden von 1.200 Meter, eine weitere Eisenbahnfahrt, ein Transport auf dem Lualaba und schließlich noch eine Fahrt bis zum Hafen von Lukuga, der in belgischer Hand war. Am 23. Dezember konnten die Boote auf dem Tanganjikasee in Gebrauch genommen werden und drei Tage später waren sie an der Aufbringung der Kingani beteiligt.
Die Kingani war das erste deutsche Schiff, das die Briten im Ersten Weltkrieg erbeuteten. Sie wurde von der Mimi angegriffen und beschossen, wobei der Kapitän und zwei Schützen getötet wurden. Das sinkende Schiff wurde von den Briten in den Hafen geschleppt, repariert und als Fifi wieder in Dienst genommen. Auch das Maskottchen der Deutschen, eine als Proviantvorrat getarnte Ziege, übernahmen die Briten und zogen ihr eine englische Uniform an. Die Hedwig von Wissmann wurde wenig später, im Februar 1916, beschossen und versenkt.

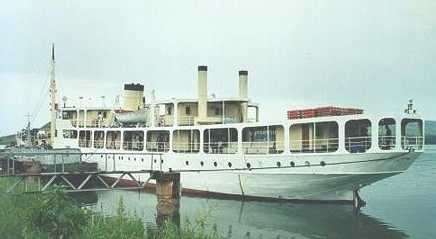
Die ehemalige Goetzen

Bald darauf wurden die Briten aber mit einem weitaus größeren deutschen Schiff, der Goetzen, konfrontiert, das ebenfalls in zerlegtem Zustand nach Afrika gelangt war. John Lee hatte wahrscheinlich von diesem Schiffsbau und -transport der Deutschen gewusst, dies aber bei seinem Besuch in London verschwiegen. Die Goetzen war den beiden Schnellbooten Spicer Simsons überlegen. Doch schon am 26. Juli 1916 versenkten die Deutschen dieses Schiff, um es nicht in die Hände der Feinde fallen zu lassen, die inzwischen auf dem Land vorgerückt waren. Später wurde die Goetzen von den Belgiern gehoben, sank 1920 erneut, wurde nochmals gehoben und wieder einsatzfähig gemacht. Sie wird bis heute als Liemba auf dem Tanganjikasee genutzt.
Spicer Simson hatte einen Angriff auf die Goetzen abgelehnt, weil er glaubte, mit Mimi, Toutou und Fifi nichts gegen dieses Schiff ausrichten zu können. Dass dessen größtes Geschütz an Bord zu dem Zeitpunkt, als die Briten es sichteten, bereits demontiert und durch eine Attrappe aus Palmenholz ersetzt worden war, konnte er nicht wissen. Nach der Versenkung der Hedwig von Wissmann verfiel Spicer Simson in Lethargie, vielleicht, wie Giles Foden mutmaßt, weil er die Nachricht vom Tod seines jüngeren Bruders Noel erhalten hatte, der im September 1915 in Frankreich gefallen war.
Die Mimi und die Toutou mussten nach dem Kampf gegen die Hedwig von Wissmann erst wieder flott gemacht werden. Dann sollten sie zusammen mit der Fifi am 5. Juni 1916 beim Sturm auf Bismarckburg eingesetzt werden. Doch Spicer Simson ließ nur zwei Schüsse auf diese Festung abgeben und führte seine Schiffe dann aus dem Gefechtsbereich nach Kituta, was später zu einem heftigen Zusammenstoß mit Oberst Murray führte, der sich von Spicer Simson im Stich gelassen fühlte. Wenig später verweigerte dieser den belgischen Truppen die Hilfe mit seinen Schiffen. Am 23. August 1916 bescheinigte ihm sein Expeditionsarzt Hother McCormack Hanschell Dienstunfähigkeit aufgrund geistiger Zerrüttung und Spicer Simson kehrte nach London zurück. Dort behauptete er, unter Malaria, Ruhr und anderen Erkrankungen gelitten zu haben, und nahm seinen alten Schreibtischposten wieder ein. Er wurde mit dem Distinguished Service Order ausgezeichnet, erhielt aber auch eine Rüge wegen seines Verhaltens gegenüber den belgischen Truppen. Dennoch wurde er auch von Belgien ausgezeichnet. Er erhielt das Kriegskreuz und wurde Kommandeur des Kronenordens.

## Nach dem Ersten Weltkrieg
Geoffrey Basil Spicer Simson wurde von Eingeborenen am Tanganjikasee in Stein- und Tonstatuen verewigt. Weil er in Afrika gerne im Rock auftrat, den ihm seine Frau genäht hatte, wurde er als Bauchtuch-Gott bezeichnet. Nach dem Ersten Weltkrieg arbeitete er 1919 bei den Friedensverhandlungen von Versailles als Übersetzer, 1922 war er an einer Reportage für den National Geographic über Mimi und Toutou beteiligt, später beschäftigte er sich mit hydrographischen Arbeiten. Obwohl er tropenkrank aus Afrika zurückgekehrt war, erreichte er ein hohes Alter. Seinen Lebensabend verbrachte er in British Columbia.
Ein Album mit Bildern und Notizen von den Gambia-Expeditionen 1911 und 1912 ist erhalten geblieben und ist im Besitz der Bibliothek der University of Cambridge. Eine Fetischfigur, die offenkundig Geoffrey Basil Spicer Simson darstellt, befindet sich im Nationalmuseum von Daressalam. Sie trägt einen Rock, ist augenscheinlich tätowiert und mit einem Fernglas ausgerüstet. Die Schnellboote Mimi und Toutou gelten als verschollen, die Fifi wurde nach dem Ersten Weltkrieg versenkt.
Die Versenkung der Kingani inspirierte C. S. Forester 1935 zu seinem Roman The African Queen, der 1951 von John Huston als African Queen verfilmt wurde. Giles Foden schrieb 2004 das Buch Die wahre Geschichte der „African Queen“, in dem er Ungenauigkeiten der Hollywood-Version richtigstellte. Ein weiterer Tatsachenroman über die Seekämpfe auf dem Tanganjikasee stammt von Alex Capus und trägt den Titel Eine Frage der Zeit.